# Ліпно (Поморське воєводство)
Ліпно (пол. Lipno, нім. Liepen) — село в Польщі, у гміні Ґлувчиці Слупського повіту Поморського воєводства.
У 1975-1998 роках село належало до Слупського воєводства.